# Connew PC1
Chronologie des modèles (1972)
Aucun Aucun
La Connew PC1 est la monoplace de Formule 1 engagée par l'écurie britannique Connew Racing Team dans le cadre du championnat du monde de Formule 1 1972. Elle est pilotée par le Français François Migault, en provenance du championnat de France de Formule 3.

## Historique

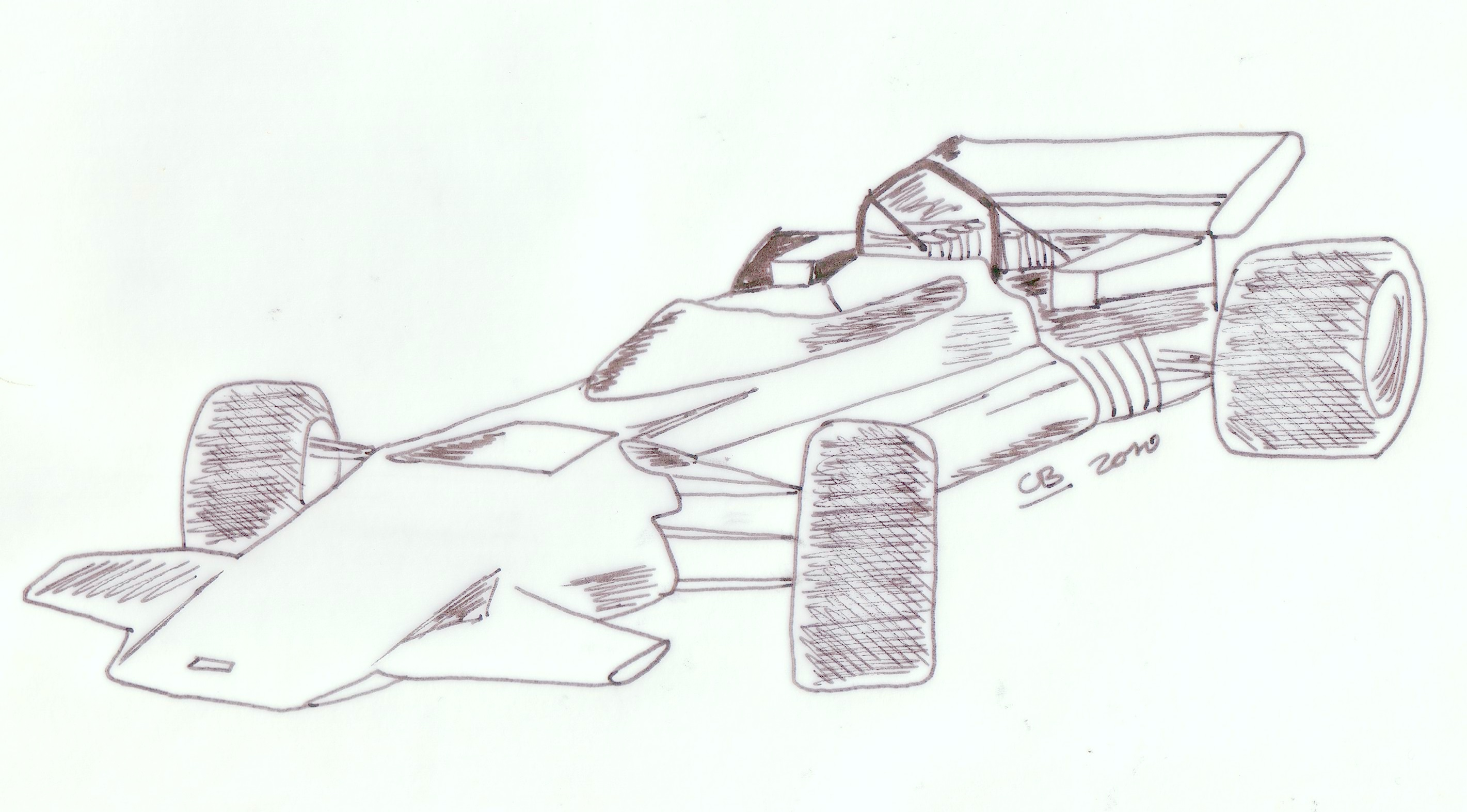
Représentation de la Connew PC1.

Conçue par l'ingénieur britannique Peter Connew, la PC1 impressionne la presse spécialisée par sa conception originale, notamment par son aérodynamisme et la disposition ingénieuse de ses radiateurs. 
En trois engagements, François Migault ne termine aucune course. Peter Connew, dont les moyens financiers sont limités, retire son écurie du championnat du monde de Formule 1 et fait une brève apparition lors d'épreuves hors-championnat, puis prête son châssis qui est utilisé lors de deux épreuves de Formule 5000.

## Résultats en championnat du monde de Formule 1
| Saison | Écurie                     | Moteur               | Pneumatiques | Pilotes          | Courses | Courses | Courses | Courses | Courses | Courses | Courses | Courses | Courses | Courses | Courses | Courses | Points inscrits | Classement |
| Saison | Écurie                     | Moteur               | Pneumatiques | Pilotes          | 1       | 2       | 3       | 4       | 5       | 6       | 7       | 8       | 9       | 10      | 11      | 12      | Points inscrits | Classement |
| ------ | -------------------------- | -------------------- | ------------ | ---------------- | ------- | ------- | ------- | ------- | ------- | ------- | ------- | ------- | ------- | ------- | ------- | ------- | --------------- | ---------- |
| 1972   | Darnval Connew Racing Team | Ford-Cosworth DFV V8 | Goodyear     |                  | ARG     | AFS     | ESP     | MON     | BEL     | FRA     | GBR     | ALL     | AUT     | ITA     | CAN     | USA     | 0               | 11e        |
| 1972   | Darnval Connew Racing Team | Ford-Cosworth DFV V8 | Goodyear     | François Migault |         |         |         |         |         | Forf    | Np      |         | Abd     |         |         |         | 0               | 11e        |

Légende : ici 